# ليلى بن هاريس
ليلى بن هاريس (بالإنجليزية: Leila Benn Harris)‏ هي مغنية بريطانية، ولدت في 1983.